# Kamenița, Blagoevgrad
Kamenița (în bulgară Каменица) este un sat în Obștina Strumeani, Regiunea Blagoevgrad, Bulgaria.

## Demografie
Componența etnică a satului Kamenița
     Bulgari (99,04%)
     Nicio identificare (0,95%)
     Altele (0%)
La recensământul din 2011, populația satului Kamenița era de 105 locuitori. Din punct de vedere etnic, majoritatea locuitorilor (99,04%) erau bulgari. Pentru 0,95% din locuitori nu este cunoscută apartenența etnică.